# Мургоуз, Джеймс
Джеймс Мургоуз (англ. James Moorhouse; 19 ноября 1826 — 9 апреля 1915) — британский религиозный деятель, англиканский богослов, проповедник, преподаватель и духовный писатель, епископ мельбурнский и манчестерский, канцлер Мельбурнского университета.

## Биография
Родился в Шеффилде в семье торговца столовыми приборами, до 16 лет учился в частной школе в этом городе, затем поступил на вечернее отделение Народного колледжа. С детства увлекался богословскими и философскими книгами. Несколько лет помогал в работе отцу, затем отправился получать высшее образование, но, поскольку лишь немного знал латынь и вообще не знал греческого и высшей математики, только в 23-летнем возрасте смог стать студентом колледжа св. Иоанна в Кембридже (англ. St John's College, Cambridge). В 1853 году получил степень бакалавра искусств, в 1860 году — магистра искусств; в 1876 году стал доктором богословия. В 1854 году был рукоположён в священники и назначен викарием в Сент-Неотсе англ. St Neots), в 1855—1859 годах был викарием в Шеффилде, затем в Кэнон-Сейле, где основал крупное училище для мальчиков, и Кэнон-Харви. В 1861 году получил место университетского проповедника в Кембридже; его проповеди произвели большое впечатление на аудиторию и в том же году были опубликованы. В том же году, однако, принял предложение стать проповедником колледжа св. Иоанна, но почти сразу оставил это место, так как 12 сентября 1861 года женился и вскоре получил бедный приход Сент-Джонс в Лондоне, сумев проповедями привлечь в свою церковь богатых людей из других районов Лондона и на вырученные от пожертвований деньги открыл училище для мальчиков. В 1867 году стал викарием Паддингтона, вскоре получив репутацию одного из самых красноречивых проповедников, в 1874 году стал пребендарием кафедрального Собора Святого Павла.
После учреждения в 1876 году мельбурнской епархии был с января 1877 года назначен епископом в Мельбурн, Австралия. На протяжении своей жизни там он являлся одним из крупнейших общественных деятелей Австралии, способствовал строительству в Мельбурне кафедрального собора и развитию в австралийских колониях системы орошения. В 1884 году был избран канцлером Мельбурнского университета. В 1885 году был назначен епископом Манчестера в Англии и покинул Мельбурн 10 марта 1886 года, 18 мая приняв управление новой епархией и начав в ней активную проповедническую деятельность. В феврале 1902 года получил степень почётного доктора литературы от Университета Виктории в Манчестере (англ. Victoria University of Manchester). В 1903 году вышел в отставку, в августе 1906 года пережил смерть жены; детей они не имели. В последние годы жизни отошёл от церковной деятельности. Умер в Тонтоне.
Написал «Nature and Revelation» (1861), «Christ and his Surroundings» (1889) и другие работы.